# Synanthedon pictipes
Synanthedon pictipes is een vlinder uit de familie wespvlinders (Sesiidae), onderfamilie Sesiinae.
Synanthedon pictipes is voor het eerst wetenschappelijk beschreven door Grote & Robinson in 1868. De soort komt voor in het Nearctisch gebied.